# Jerónimo de Sousa
Jerónimo Carvalho de Sousa (Santa Iria de Azoia, 13 de abril de 1947) es un obrero metalúrgico y político portugués. Fue secretario general del Partido Comunista Portugués (PCP) del 27 de noviembre de 2004 al 12 de noviembre de 2022, cuando fue sucedido por Paulo Raimundo.

## Biografía
Nació en la aldea de Pirescoxe, perteneciente a la freguesia de Santa Iria de Azoia, en el concejo de Loures, donde todavía hoy reside. Entre 1969 y 1971 realizó el servicio militar en Guinea-Bisáu, mientras tenía lugar la guerra colonial portuguesa.
Jerónimo de Sousa frecuentó el antiguo Curso Industrial y comenzó a trabajar a los 14 años, como afinador de máquinas en una fábrica. Fue delegado sindical en esa misma fábrica, llegando a la dirección del Sindicato de Metalúrgicos de Lisboa, en 1973. Se unió al Partido Comunista Portugués (PCP) en 1974, poco después de la Revolución de los Claveles, y fue elegido miembro del Comité Central en 1979. Fue diputado en la Asamblea Constituyente, entre 1975 y 1976, y varias veces electo para la Assembleia da República, entre 1976 y 1992 y, de nuevo, en 2002, por la circunscripción de Setúbal.